# Найтингейл, Флоренс
Флоренс Найтингейл (англ. Florence Nightingale; 12 мая 1820[…], Флоренция, Великое герцогство Тосканское — 13 августа 1910[…], Лондон, Англия, Великобритания) — сестра милосердия и общественный деятель Великобритании.

## Биография
Родилась 12 мая 1820 года во Флоренции в аристократической семье. Её отец Уильям Эдвард Найтингейл был богатым землевладельцем, а мать Фрэнсис Смит по своему происхождению и богатству не уступала ему. После брака её родители отправились в свадебное путешествие, продлившееся три года. Они долго жили в Италии, где родились их дочери: старшая Парфенопа и младшая — Флоренс. Последняя получила имя в честь города, где она родилась — Флоренция. Девочка получила блестящее образование: знала древнегреческий, латинский, французский, немецкий и итальянский языки; многие из этих предметов, а также философию, историю, математику осваивала при помощи отца. Своё главное предназначение видела в избавлении людей от болезней и смерти. В 20 лет решила стать сестрой милосердия, но мечта её смогла осуществиться только через 13 лет, так как профессия медсестры в Англии пользовалась дурной славой. Родители и близкие были категорически против такого решения. Она же была поистине счастлива, получив возможность посещать больных в течение нескольких месяцев в 1846 году, изучая организацию сестринского дела во время путешествий по Италии, Египту, Греции. В 1850 году посетила Институт диаконис в Кайзерверте (Германия) и это стало поворотным моментом в её жизни. Несколько позже продолжила приобщаться к сестринскому делу во французской больнице в Сен-Жермене, находившейся под патронажем католической женской монашеской конгрегации «Сёстры милосердия». Преодолев сопротивление семьи, Флоренс с разрешения матери уехала в 1851 году в Кайзерверт в общину сестёр пастора Флендера, где получила сестринское образование. Родственники старались избежать пересудов в высшем обществе и объявили, что Флоренс отправилась лечиться на воды. Смягчившись, отец пошёл навстречу дочери и назначил её ежегодную ренту в размере 500 фунтов стерлингов. С 1853 года около года работала управляющей (надзирательницей) небольшой частной больницей на Харли-стрит в Лондоне. В этом «заведении для больных женщин благородного происхождения» она работала безвозмездно. По словам её биографа Бернарда Коэна на этом посту она была не совсем довольна своим положением: «Хотя по нормам того времени ей удалось создать образцовое медицинское учреждение, куда был открыт доступ для больных из всех классов общества и всех вероисповеданий, она по-прежнему чувствовала неудовлетворенность, что не могла достичь того, что уже тогда считала своей целью: создать школу, где медсёстры получали бы полноценную профессиональную подготовку».

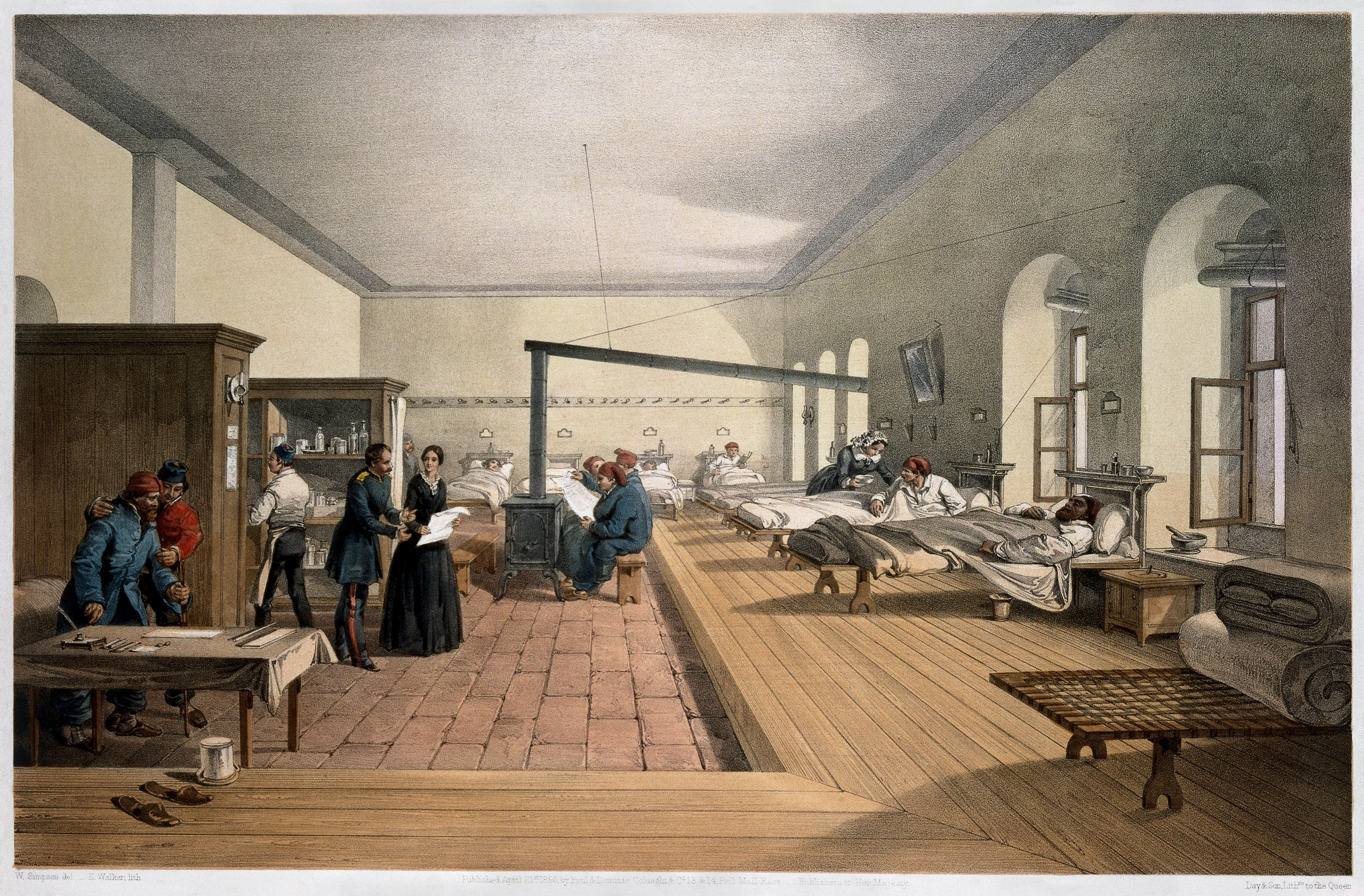
Литография военного госпиталя в Казармах Селимие, Стамбул, 1856 г.

Имя её становится известным, ей поступают приглашения в другие учреждения. 21 октября 1854 года, в период Крымской войны, Флоренс вместе с 38 помощницами, среди которых были монахини и сёстры милосердия, отправилась в полевые госпитали сначала в казармах Селимие в районе Скутари в Стамбуле, а затем в Крыму. Последовательно проводила в жизнь принципы санитарии и ухода за ранеными. В результате менее чем за шесть месяцев смертность в лазаретах снизилась с 42,7 % до 2,2 %.
В 1856 году Флоренс на свои деньги поставила на высокой горе в Крыму над Балаклавой большой крест из белого мрамора в память о солдатах, врачах и медсёстрах, погибших в Крымской войне. Крымская война сделала Флоренс национальной героиней. Вернувшиеся с фронта солдаты рассказывали о ней легенды, называя её «Леди со светильником» (The Lady with the Lamp), потому что по ночам с лампой в руках она сама обходила палаты с больными. В 1857 году американский поэт Лонгфелло увековечил этот образ в поэме «Святая Филомена», где в частности писал: «В этот час страданий я вижу леди с лампою в руках»(1857).

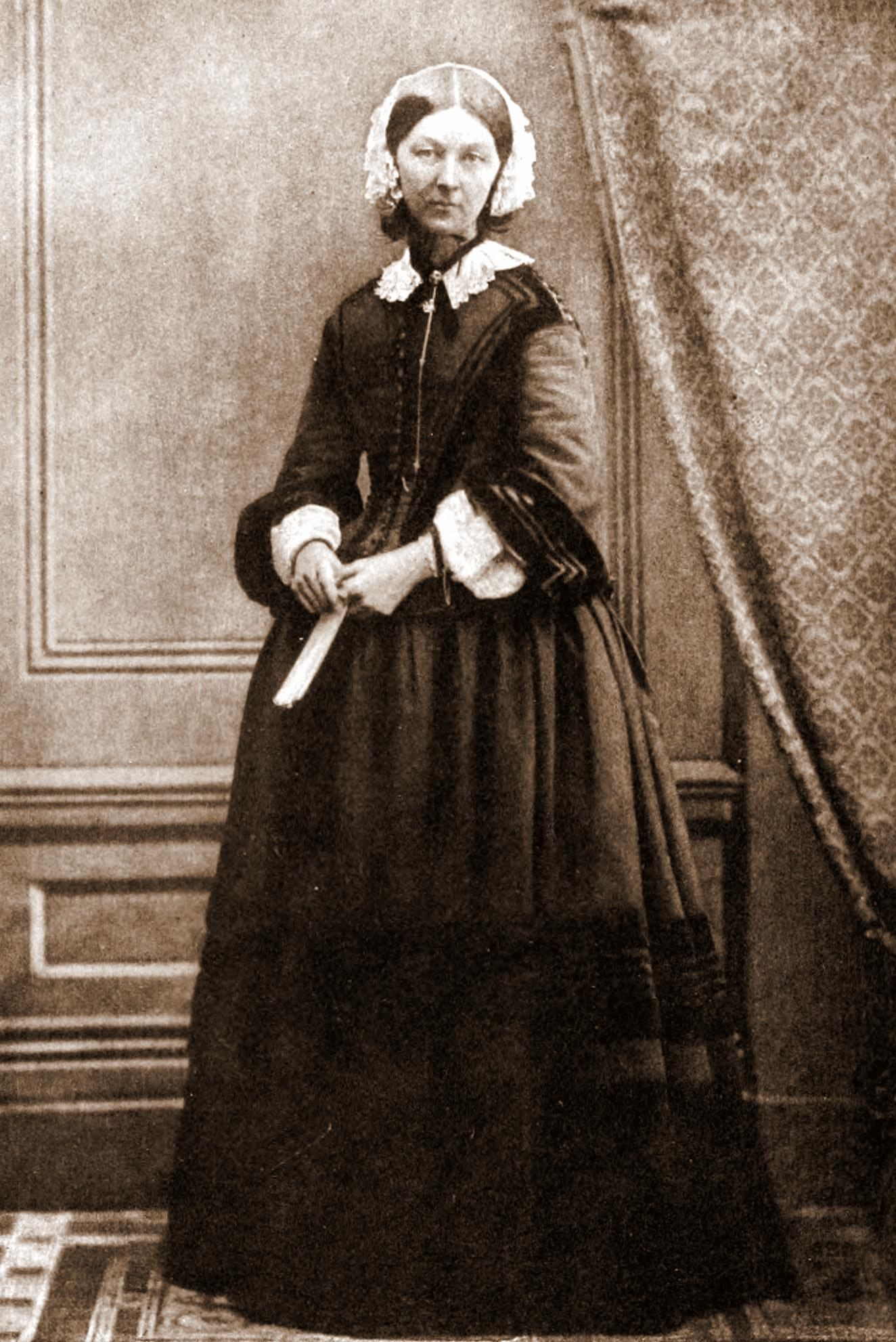
Найтингейл, около 1858-го

По возвращении в Англию в начале июля 1856 года Найтингейл поставила себе целью реорганизовать армейскую медицинскую службу. Несмотря на противодействие со стороны военного министерства (англ. War Office), ей удалось добиться, что в 1857 году была создана Королевская комиссия по проблемам здоровья в армии (англ. Royal Commission on the Health of the Army). Несмотря на то, что в то время женщины не могли быть членами комиссии такого уровня, Найтингейл оказывала сильное влияние на деятельность комиссии, предоставляя ей огромное количество информации, которое вошло в отчёт комиссии. Для того чтобы убедить правительство в необходимости реформ, Найтингейл предоставила свои статистические исследования, когда социальная статистика была ещё только в зародыше (см. ниже). В 1858 году было обнародовано официальное заключение комиссии: «Парламентарии высоко оценили предложенные реформы здравоохранения в армии и сочли их проведение первоочередной задачей». В 1859 году военным министром вновь стал Херберт; с его помощью Найтингейл добилась того, чтобы больницы были оснащены системами вентиляции и канализации; больничный персонал в обязательном порядке проходил необходимую подготовку; в больницах велась строгая статистическая обработка всей информации. Была организована военно-медицинская школа, в армии велась разъяснительная работа о важности профилактики болезней.
В 1859 году Найтингейл была избрана членом Королевского статистического общества и впоследствии стала почётным членом Американской статистической ассоциации.
Она написала книги «Заметки о факторах, влияющих на здоровье, эффективность и управление госпиталями британской армии» (Notes on Matters Affecting the Health, Efficiency and Hospital Administration of the British Army, 1858) и «Как нужно ухаживать за больными» (Notes on Nursing: What It Is and What It Is Not, 1860). Впервые на русский язык работа Ф. Найтингейл «Как надо ухаживать за больными» была переведена и издана в 1905 году в Санкт-Петербурге.
В 1860 году Флоренс открыла Найтингельскую испытательную школу для сестёр милосердия при больнице Святого Фомы в Лондоне, отдав на организацию около 50 000 фунтов стерлингов, собранных по подписке в Англии для «Фонда Найтингейл». По ряду причин не она возглавила это учреждение, но принципы его работы были основаны на её идеях: «1) профессиональная подготовка медсестёр должна проводиться в больницах, специально созданных для этой цели; 2) медсёстры должны жить в таких условиях, которые обеспечивали бы надлежащее моральное поведение и дисциплину». Вскоре выпускницы этой школы начали создавать аналогичные учреждения при других больницах и даже в других странах. Так, Эмми Каролина Рапе, прошедшая обучение в этой школе в 1866—1867 годах, стала пионером создания системы обучения сестёр милосердия в Швеции. В дальнейшем по модели её школы создавались школы в Европе и Америке, а преподавание вели сами медицинские сёстры. В 1864 году в Женеве по инициативе Анри Дюнана была создана гуманитарная организация Международный комитет по оказанию помощи раненым, ставшего составной частью Международного движения Красного Креста и Красного Полумесяца. Швейцарец взял за основу некоторые рекомендации Найтингейл, изложенные в «Заметках».

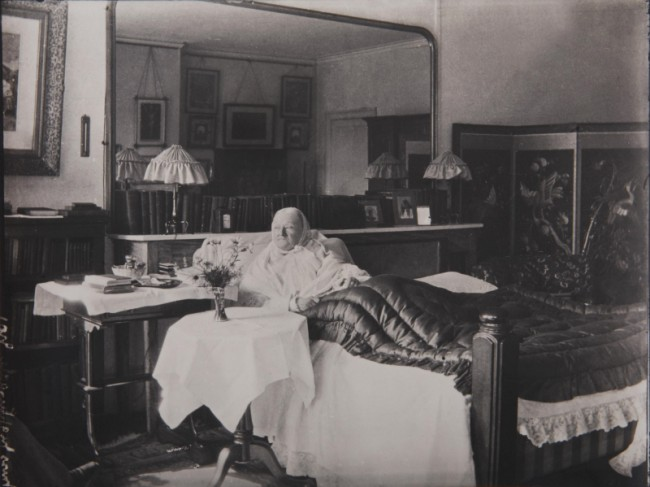
1910

Найтингейл была противницей брака, но её руки добивались несколько мужчин. В 1847 году она едва не согласилась выйти замуж за британского поэта и политика Ричарда Милнса. Скрепя сердце она всё-таки отказала ему, после чего записала в дневнике: «Я думаю, что он во всём подходит мне — и по чувствам, и по разуму. Однако я считаю, что та часть меня, которая постоянно требует действий, не будет удовлетворена жизнью с ним». На 81-м году жизни она ослепла. Умерла Найтингейл в Лондоне 13 августа 1910 года; похоронена при церкви Святой Маргариты в Ист-Уиллоу, графство Гемпшир.

## Вклад в статистику

Диаграмма Флоренс Найтингейл «петушиный гребень». Диаграмма показывает смертность солдат во время крымской войны. Каждый из секторов соответствует одному месяцу (с апреля 1854 по март 1856). Площадь каждого сектора пропорциональна смертности. Голубой слой показывает смертность от болезней, красный слой показывает смертность от ран, и коричневый слой — смертность от других причин. Две отдельные части изображают ситуацию до и после того, как из Лондона была прислана комиссия по улучшению гигиены (в марте 1855). Из этих диаграмм сразу видно, что основной причиной смертности были болезни, и после марта 1855 количество смертей сильно сократилось.

Основателем современной социальной статистики считается Адольф Кетле. До этого в социальных науках не было точных методов, так как поведение людей считалось индивидуальным, и не подчиняющимся законам, в отличие от природных явлений. Кетле, используя статистику и понятие «средний человек», обнаружил законы, которые регулируют поведение людей «в среднем». В 1831 году он опубликовал исследование о зависимости преступности от пола, возраста, образования, климата, времени года. Найтингейл была поклонницей его трудов. Она поняла, как статистические методы могут помочь реорганизовать медицинскую службу.
Её 800-страничная книга «Заметки о факторах, влияющих на здоровье, эффективность и управление госпиталями британской армии» (1858) содержала раздел, посвящённый статистике. Этот раздел был снабжён диаграммами. Найтингейл стала новатором в использовании методов инфографики в статистике. Известны её круговые диаграммы, которые она называла «петушиный гребень» (англ. coxcombs). Она использовала эти диаграммы, чтобы показать количество смертей в Крымской войне, которых можно было бы избежать. Многие из её диаграмм были включены в отчёт комиссии по проблемам здоровья в армии. Найтингейл распространяла эти диаграммы в виде памфлета в парламенте, правительстве и армии. В результате были проведены реформы в здравоохранении и организован сбор медицинской статистики в армии. Часто ей приписывается изобретение круговых диаграмм, но на самом деле первое известное использование круговых диаграмм принадлежит Андрэ-Мишель Герри в 1829 году, а в 1845 году их использовал Леон Лаланн для изображения розы ветров. Однако возможно именно Флоренс первая использовала инфографику для влияния на существующую политику.
Найтингейл с помощью Уильяма Фарра (британского эпидемиолога и статистика) и других врачей разработала форму для госпиталей для сбора статистики (англ. Model Hospital Statistical Form). Эта форма должна была унифицировать статистику, собираемую госпиталями, такую, как количество пациентов, принятых в госпитали, количество выздоровевших, количество выписавшихся как неизлечимые, среднее время пребывания в госпитале и так далее. Форма была утверждена на Международном конгрессе статистиков (англ. International congress of Statistics) в Лондоне в 1860 году. Однако из-за того, что форма была слишком сложна, и включала классификацию болезней, с которой многие врачи были не согласны, форма не нашла широкого применения.

## Мировое признание и память

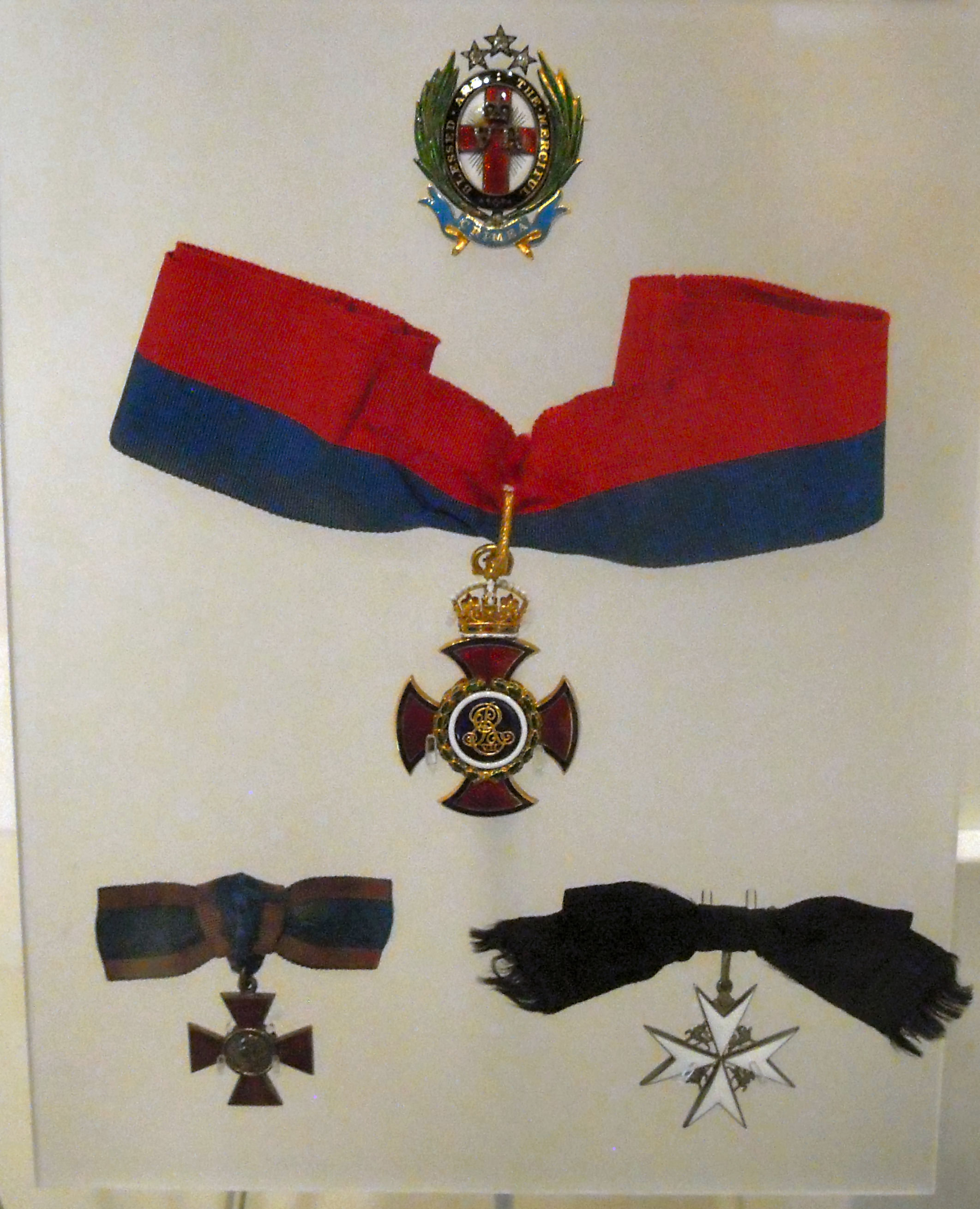
Медали Найтингейл

В 1883 году Найтингейл была награждена Королевским Красным крестом, а в 1904 стала дамой милосердия ордена Св. Иоанна. В 1907 награждена орденом Заслуг.

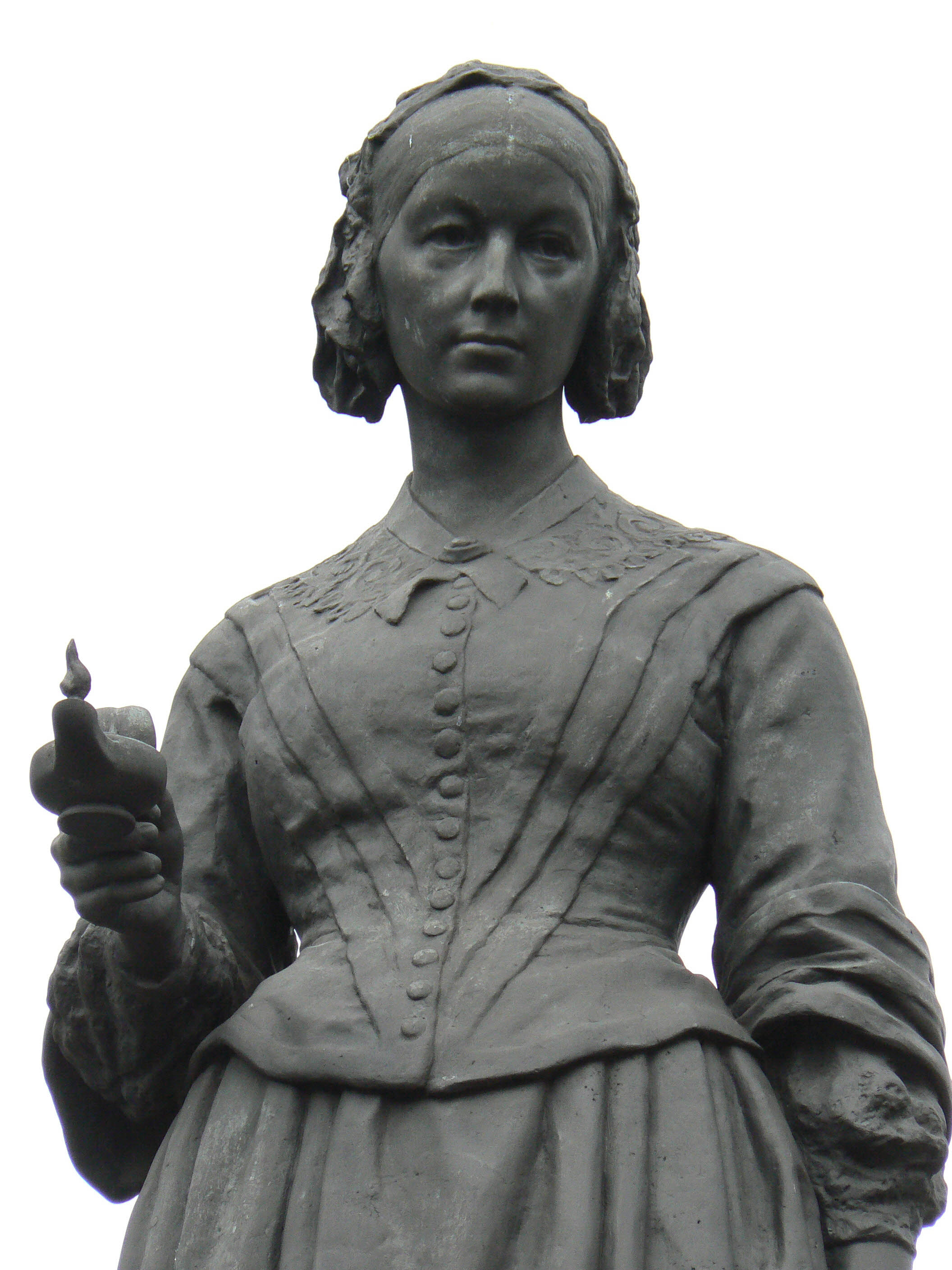
Памятник Флоренс Найтингейл

В 1912 году Лига Международного Красного Креста и Красного полумесяца (с ноября 1991 называется Международной Федерацией Обществ Красного Креста и Красного Полумесяца) учредила медаль имени Флоренс Найтингейл, до сих пор самую почётную и высшую награду для сестёр милосердия во всём мире.
12 мая, в день рождения Флоренс Найтингейл, мир отмечает Международный день медицинской сестры.
В Лондоне действует Музей Флоренс Найтингейл, в экспозициях которого представлены экспонаты, наглядно иллюстрирующие важные биографические и героические страницы жизни этой подвижницы.
О жизни и судьбе Флоренс Найтингейл снято несколько художественных и документальных фильмов. В 1951 году вышла на экраны британская историческая кинолента режиссёра Герберта Вилкокса «Леди с лампой» с Анной Нигл в заглавной роли. Ф. Найтингейл посвящены также фильмы режиссёров Дэрила Дьюка (1985) и Нормана Стоуна (2008).
Портрет Флоренс Найтингейл размещён на обратной стороне банкнот в 10 фунтов стерлингов, бывших в обращении в 1975—1994 годах.
В её честь назван венец Найтингейл на Венере и астероид (3122) Флоренс.
Изображена на почтовой марке ФРГ 1955 года, а в 1988 году изображена на венгерской марке, посвящённой 125-летию Международного красного креста.
В 2019 году в сериале «Виктория» (3 сезон, 4 серия) медсестра Флоранс Найтингейл была выведена одним из действующих лиц (в исполнении Лоры Морган) в истории о вспышке холеры в Лондоне 1854 года.
В 2002 году заняла 52-е место в опросе «100 величайших британцев», посвящённому выявлению ста величайших личностей в истории Великобритании.
В 2020 году компания Mattel выпустила коллекционную куклу в образе Флоренс Найтингейл в рамках серии «Вдохновляющие женщины».

### Эффект Флоренс Найтингейл
В честь Ф. Найтингейл назван психологический синдром или эффект (англ. Florence Nightingale effect), проявляющийся, когда врач или медсестра, ухаживающие за больным, начинают испытывать к нему чувства, которые могут перерасти в любовь.